# فرودگاه بین‌المللی براشوف-گیمبه
فرودگاه بین‌المللی براشوف-گیمبه (به انگلیسی: Braşov-Ghimbav International Airport) یک فرودگاه بین‌المللی است. این فرودگاه در گیمبه در نزدیکی شهر براشوف کشور رومانی قرار دارد و در ارتفاع ۵۳۰ متری (۱۷۴۰ فوتی) از سطح دریا واقع شده‌ است. این اولین فرودگاهی است که طی ۵۰ سال گذشته در رومانی ساخته شده و هفدهمین فرودگاه این کشور است. پروازهای این فرودگاه از ۱۵ ژوئن ۲۰۲۳ آغاز شد.